# 内藤尚志
内藤 尚志（ないとう ひさし、1961年11月1日 - ）は、日本の自治・総務官僚。

## 概要
長野県出身で、小学生まで鳥取県で過ごす。ラ・サール高等学校(29期)、東京大学法学部第2類（公法コース）卒業後、国家公務員上級甲種試験（法律）に合格し、1984年自治省へ入省（財政局交付税課兼大臣官房総務課）。
入省から約3か月後に宮城県財政課へ出向。1991年7月、国土庁地方振興局総務課過疎対策室課長補佐。1993年7月、高知県総務部財政課長。1995年4月、自治省税務局固定資産税課長補佐。1997年7月、同財政局財政課長補佐。1998年7月、同大臣官房総務課長補佐、西田司自治大臣秘書官事務取扱。1999年1月、同行政局公務員部公務員課長補佐。同年4月、同公務員部公務員課理事官。同年11月、同税務局企画課理事官。2000年4月、同大臣官房総務課理事官。同年7月、西田司自治大臣秘書官事務取扱。2001年1月、総務省大臣官房秘書課長補佐。同年7月、さいたま市助役。2005年7月、総務省大臣官房企画官、内閣官房内閣参事官（内閣官房副長官補付）、同地方分権推進室参事官。2006年4月、同内閣参事官（内閣官房副長官補付）、同地方分権推進室参事官（?同年10月）。2007年7月、総務省自治財政局交付税課長。2009年7月、同自治税務局市町村税課長。2010年7月、同自治税務局都道府県税課長。2011年5月、同自治財政局調整課長。2013年6月、同自治財政局財政課長。2015年7月、同大臣官房審議官（財政制度、財務担当）、内閣官房副長官補付、同新国立競技場の整備計画再検討推進室審議官、文部科学省大臣官房付（〜同年10月）、同スポーツ・青少年局スポーツ・青少年企画課新国立競技場見直し検討室員（〜同年10月）。同年10月、スポーツ庁付、同政策課新国立競技場見直し検討室員。2016年6月、内閣官房内閣審議官（内閣官房副長官補付）、同沖縄連絡室員。同年10月、同「明治150年」関連施策推進室次長。2017年1月、同番号制度推進室審議官。同年7月、総務省自治税務局長。2019年7月5日、同自治財政局長。2021年7月1日、消防庁長官。2022年6月28日、総務審議官。2023年7月7日、総務事務次官。2024年7月6日、総務省顧問。2024年10月1日、地方公共団体金融機構理事長。